# Bittagondanahalli, Gubbi
Bittagondanahalli là một làng thuộc tehsil Gubbi, huyện Tumkur, bang Karnataka, Ấn Độ.